# Reinsberg, Mittelsachsen
Reinsberg là một đô thị trong huyện Mittelsachsen, bang tự do Sachsen, nước Đức. Đô thị Reinsberg có diện tích 49,75 km², dân số thời điểm ngày 31 tháng 12 năm 2005 là 3247 người.